# Yamaha DT 125 RE
Yamaha DT 125 RE – japoński motocykl typu enduro z silnikiem dwusuwowym o pojemności 125cm³, produkowany w latach 2004–2007. Wersja ta została wyposażona w elektryczny rozrusznik oraz odświeżoną sportową sylwetkę motocyklu.